# Pegasus Airlines

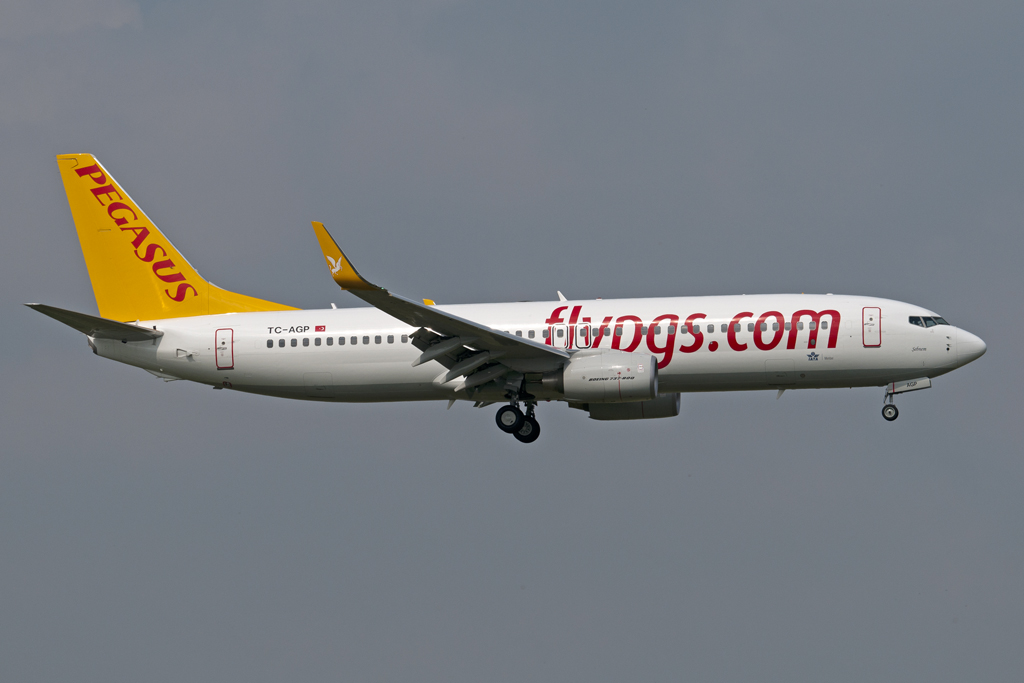
Boeing 737-800 Pegasus Airlines, 2013

Pegasus Airlines (turecky Pegasus Hava Taşımacılığı A.Ş.) je turecká nízkonákladová letecká společnost, sídlící v Istanbulu. Byla založena roku 1990. Flotilu tvoří 77 letounů typů Airbus A320-214 a Boeing 737-800. Dceřiné aerolinky jsou IZair a Pegasus Asia. V roce 2016 Pegasus Airlines přepravily 24,14 milionů cestujících. 

## Česká republika
Tato společnost od 19. června 2014 provozuje pravidelnou linku z Istanbulu – Sabiha Gökcen na pražské letiště Václava Havla a v letní sezóně 2019 z Antalye do Ostravy a Pardubic . Tato linka byla zahájena s třemi frekvencemi týdně, v dubnu 2017 byla létána s pěti frekvencemi týdně. Založením této linky Pegasus Airlines narušily monopol Turkish Airlines na lety do Istanbulu. Na letiště v Praze Pegasus Airlines létají s letadly Boeing 737 i Airbus A320.

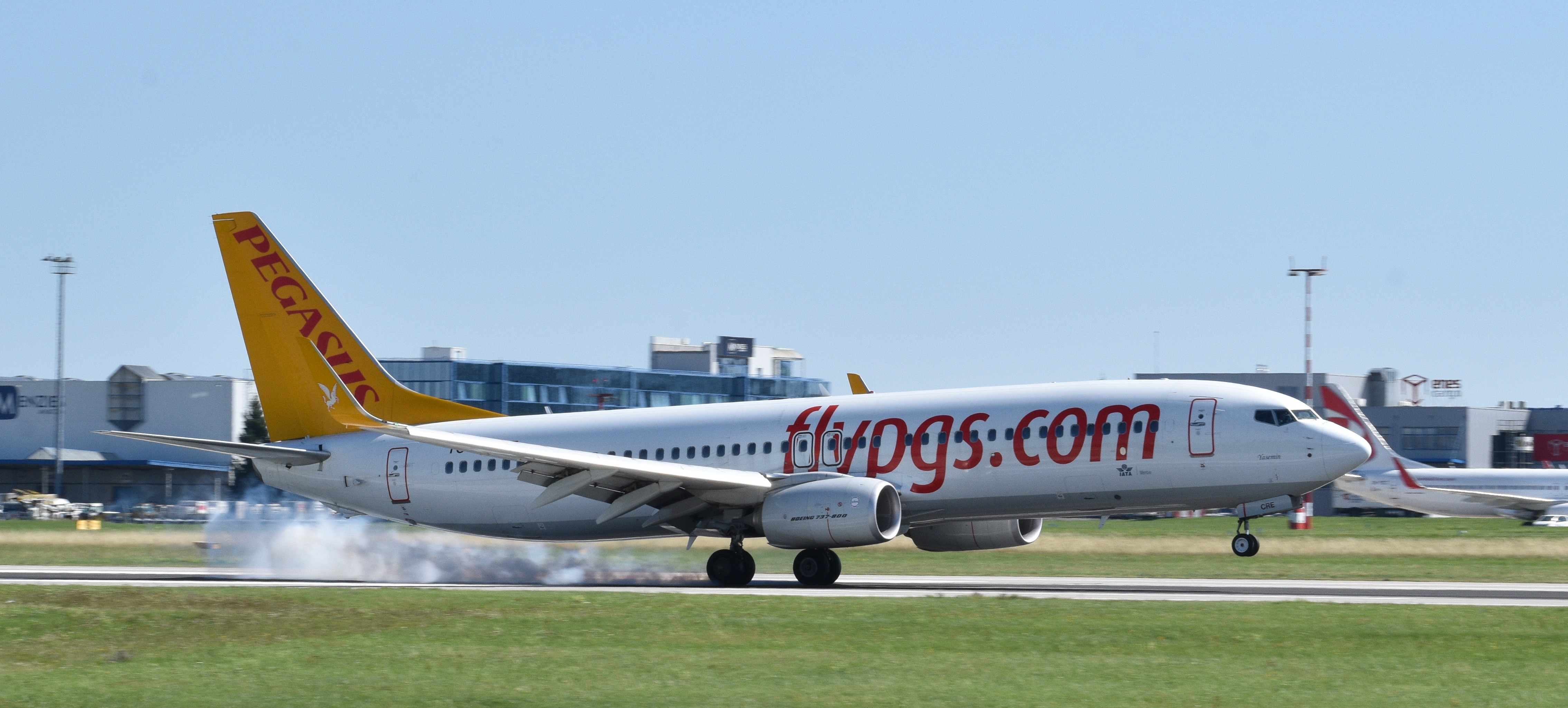
Boeing 737-800 společnosti Pegasus Airlines v Praze.